# Pepoli
De Pepoli familie waren heren van Bologna, een rijke bankiersfamilie die de pausgezinde Welfen steunden en ervoor zorgden dat de Ghibellijnse (keizergezinde) Lambertazzi  in 1274  verdreven werden uit de stad. Ze profiteerden van de machtsstrijd tussen beide partijen om in de 14e eeuw zelf het bestuur in handen te krijgen van de stad. 
Hun zetel in Bologna was het  Palazzo Pepoli Vecchio, gebouwd door Taddeo Pepoli (1337-1347). De Pepoli's zorgden via goed doordachte huwelijken voor dynastieke allianties: Obizzo III d'Est, markies van Ferrara, trouwde in 1317 met Jacopa Pepoli en aan de condottiero Roberto Alidosi, pauselijke vicaris en heer van Imola, werd Giacoma Pepoli ten huwelijk geschonken.
Voor Maria Sieripepoli, de man markies Vincenzo Natoli gebouwd Palazzo Natoli als zijn residentie in Palermo in 1765.